# アッピウス・クラウディウス・クラッスス・インレギッレンシス
アッピウス・クラウディウス・クラッスス・インレギッレンシス（ラテン語: Appius Claudius Crassus Inregillensis、ー紀元前349年）は、紀元前4世紀の共和政ローマの政務官。紀元前349年に執政官（コンスル）、紀元前362年には独裁官（ディクタトル）を務めた。

## 出自
インレギッレンシスはパトリキ（貴族）であるクラウディウス氏族の出身である。カピトリヌスのファスティからは、父のプラエノーメン（第一名、個人名）はプブリウス、祖父はアッピウスであったことが分かる。
ティトゥス・リウィウスは、アッピウスは紀元前451年の十人委員会の主導者であるアッピウス・クラウディウス・クラッスス・インレギッレンシス・サビヌスの孫としているが、年代的にこれは考えにくい。おそらく、祖父は紀元前403年の執政武官アッピウス・クラウディウス・クラッスス・インレギッレンシスであろう。前403年のアッピウスもプブリウスの子でアッピウスの孫であり、紀元前416年時点で最も若い元老院議員として登場している。
403年のアッピウスと当項目のアッピウスを同一人物とする説もあるが、前403年のファスティは一部 (～dius P. f. Ap. n. ～us)しか読めず、ファスティの研究者Degrassiは、インレギッレンシスが入るスペースはなく、また同一人物とするには経歴が不自然であると疑問を呈している

## 経歴
リウィウスによると、インレギッレンシスは彼の祖先と同じく、パトリキ（貴族）の特権を守ろうとする保守主義者であった。プレブス（平民）が執政官に就任することを認めたリキニウス・セクスティウス法にも反対している。
紀元前362年、ルキウス・ゲヌキウス・アウェンティネンシスがプレブス出身の最初の執政官として軍を率いたが、ヘルニキとの戦いで敗北、戦死した。このため、元老院はインレギッレンシスを独裁官に任命した。彼はガイウス・スルピキウス・ペティクスが指揮を引き継いでいたアウェンティネンシスの軍を併せ、野営地を設営して防御を固め、その後ヘルニキに勝利した。
紀元前349年、インレギッレンシスは執政官に就任。同僚執政官は、やはりパトリキであるルキウス・フリウス・カミッルスであった。両執政官はガリアとの戦争の準備を進めたが、インレギッレンシスは就任直後に死亡した。
インレギッレンシスの死後、カミッルスは単独で10個軍団を指揮、イタリア北部に侵入してきたガリア人に向かい、野戦で彼らに勝利した。このときに、伝説的な英雄でトリブヌス・ミリトゥム（高級士官）であったマルクス・ウァレリウス・コルウスが、一騎打ちで巨大なガリア戦士を倒したとされる。

## 参考資料
- ティトゥス・リウィウス 著、岩谷智, 毛利晶 訳『ローマ建国以来の歴史 2、3』京都大学学術出版会、2016，2008。
- T. R. S. Broughton (1951, 1986). The Magistrates of the Roman Republic Vol.1. American Philological Association